# Club Balonmano Valladolid
Club Balonmano Valladolid je bivši španjolski rukometni klub iz grada Valladolida iz pokrajine Kastilje i Leóna.

## Povijest
Klub je utemeljen 1991. godine, kad je kupio mjesto ACD Michelina.

## Športski uspjesi
- španjolski kup: 
  - prvaci: 2004./05., 2005./06.
  - doprvaci: 1999./00., 2010./11.
- Kup ASOBAL:
  - prvaci: 2002./03.
- Superkup ASOBAL:
  - finalisti: 2000./01.
- Kup pobjednika kupova:
  - osvajači: 2008./09.
  - finalisti: 2003./04., 2005./06.
- Kup EHF:
  - finalisti: 1998./99.
- EHF Challenge Cup:
  - finalisti: 1999./00.

## Poznati igrači
- Juan Bosco Rentero
- Eric Gull
- Julio Fis
- Václav Lanča
- László Hoffmann
- József Bordás

## Poznati treneri
- Juan Carlos Pastor

## Vanjske poveznice
- (španjolski) Službene stranice  Arhivirana inačica izvorne stranice od 16. listopada 2011. (Wayback Machine)
- (španjolski) Revista digital de la Liga Asobal